# 輔佐官2—改變世界的人們
《輔佐官2—改變世界的人們》（韓語：보좌관2—세상을 움직이는 사람들），為韓國JTBC於2019年11月11日起播出的月火連續劇，由《漢摩拉比小姐》的郭正煥導演與《火星生活》的李大日作家合作製作。此劇描述當選韓國國會議員並獲得議員金色徽章的張太俊，其危險疾馳與激烈的汝矣島生存記。

## 演員陣容

### 主要人物
| 演員     | 角色   | 介紹 |
| 李政宰   | 張太俊 | 補選國會議員 42歲，1978年1月5日出生，雖然以第一名成績畢業於警察大學、活躍於調查大隊，但為了擁有更大權力而進入國會，是能「將不可能變為可能」的超級能力者。他以出色的直覺、冷靜的判斷力和執著的勝負欲，讓自己的議員擔任院內代表。但他並不滿足於此，將向著權力顛峰前進的執念，隱藏在柔和的微笑中。 為了獲得更大力量，維護正義、扳倒宋熙攝因而靠近他，遞補已故議員李誠民空缺的議席進入國會。 跟姜善英是戀人關係。 |
| 申敏兒   | 姜善英 | 初選國會議員 36歲，擔任議員及黨發言人。除了是一位有能力的律師，更有主持時事節目的經驗，為了登上顛峰而全力以赴。對於自己的能力和欲望十分坦然，自信滿滿地挑戰隱形界線，作為「女性典範」贏得大眾支持和歡呼。也因為如此，對於輔佐官們而言，她是很難一起工作的議員。與為自己的競爭對手工作的張太俊有著奇妙的對立關係。 跟張太俊是戀人關係。 因為高石滿前輔佐官死亡事件跟張太俊發生矛盾。                           |
| 李伊利雅 | 尹慧原 | 張太俊議員室4級輔佐官 31歲，導談日報記者出身，外表雖然冷漠，卻是比任何人都熱情的秘書官。在80%是男性輔佐官的世界，她年紀輕輕就上升到4級輔佐官職位。是一位為了在輔佐官世界中生存，而激烈生活的人物。 |
| 金桐俊   | 韓道炅 | 姜善英議員室8級秘書 29歲 因為高石滿前輔佐官死亡事件跟張太俊發生矛盾，因而加入姜善英議員室。 |

### 宋熙攝部長室
| 演員   | 角色   | 介紹                                                             |
| 金甲洙 | 宋熙攝 | 法務部部長 66歲，大韓黨4選國會議員。                             |
| 鄭雄仁 | 吳元植 | 宋熙攝部長室4級輔佐官，45歲。 一直忌妒張太俊的才能，不斷針對他。 |
| 全鎮基 | 李貴東 | 宋熙攝部長室7級隨行秘書，53歲。                                  |
| 全承彬 | 金鐘旭 | 宋熙攝部長室5級秘書官，35歲。                                    |

### 首爾中央檢察廳
| 演員   | 角色   | 介紹                                                                                                |
| 鄭滿植 | 崔京鐵 | 首爾中央檢察廳檢察長 48歲，情感麻木的現實主義者，以不畏強權把無所不為的權力者送進監獄為名的檢察官。 |
| 馬志煥 | 尹檢事 | 首爾中央檢察廳特殊部檢察官。                                                                        |

### 張太俊議員室
| 演員   | 角色   | 介紹                                                                                                 |
| 趙福來 | 梁倧悅 | 張太俊議員辦公室4級輔佐官 37歲，前在野黨議員秘書，突然加入太俊辦公室的職員，握着太俊都不知道的情報。 |
| 安俊宇 | 安俊宇 | 張太俊議員室5級秘書官，36歲。                                                                        |
| 朴成俊 | 鄭民哲 | 張太俊議員室6級秘書，33歲。                                                                          |
| 李東民 | 朴鍾碩 | 張太俊議員室7級秘書，31歲。                                                                          |
| 都恩菲 | 盧多靜 | 張太俊議員室9級行政秘書，28歲。                                                                      |

### 姜善英議員室
| 演員   | 角色   | 介紹 |
| 朴孝珠 | 李智恩 | 姜善英議員室首席輔佐官 38歲，育有兩子，具有選舉、法律、人事和會計等10年經驗的資深助理，對議員直言不諱。 因為名字讀音和韓國知名唱作歌手李知恩相同，故有「汝矣島IU」的綽號。 |

### 趙甲英議員室
| 演員   | 角色   | 介紹                                       |
| 金洪發 | 趙甲英 | 大韓黨議員、環境勞動委員會常任委員長，65歲 |
| 李哲民 | 金迥道 | 趙甲英議員室首席輔佐官，42歲               |

### 三日會
| 演員   | 角色   | 介紹                                                         |
| 高仁範 | 成永基 | 英日集團名譽會長，三日會首長，比起權力更相信金錢的力量的人。 |
| 劉成柱 | 李昌進 | 州鎮化學代表，三日會總務，用笑聲隱藏內心的企業家。           |

### 其他人物
| 演員   | 角色   | 介紹                                                         |
| 金應洙 | 張春培 | 張太俊的父親。                                               |
| 朴明申 | 呂淑熙 | 韓道炅的母親，經營洗衣店。                                   |
| 玉周梨 |        | 韓道炅母親洗衣店顧客。                                       |
| 金益泰 | 李常國 | 大韓黨國會議員，國會法司委員長。                             |
| 崔政宇 | 姜晟爗 | 三營銀行行長，姜善英的父親。                                 |
| 朴健   | 徐亨哲 | 西部地檢檢察官。                                             |
| 南進福 | 鄭韓守 | 警察廳情報一課課長，與張太俊為好友，多次為其調查及提供情報。 |

### 特別出演
| 演員   | 角色     | 介紹                                             |
| 李漢偉 | 秘書室長 | 青瓦臺秘書室長。                                 |
| 成東鎰 | 韓世尚   | 首爾中央地方法院法官。成永基及宋熙攝的承審法官。 |

## 原聲帶
- Part.1

| 曲序 | 曲目               | 演唱         | 时长 |
| ---- | ------------------ | ------------ | ---- |
| 1.   | The End（The End） | Kim Yong Jin | 3:01 |
| 2.   | The End（Inst.）   |              | 3:01 |

- Part.2

| 曲序 | 曲目                  | 演唱 | 时长 |
| ---- | --------------------- | ---- | ---- |
| 1.   | Deep Sorrow（한숨만） | Ben  | 4:04 |
| 2.   | Deep Sorrow（Inst.）  |      | 4:04 |

- Part.3

| 曲序 | 曲目                         | 演唱    | 时长 |
| ---- | ---------------------------- | ------- | ---- |
| 1.   | Can't Let Go（놓을 수 없다） | The One | 4:41 |
| 2.   | Can't Let Go（Inst.）        |         | 4:41 |

## 收視率
| 集數       | 播出日期   | 標題       | AGB收視率        | AGB收視率      |
| 集數       | 播出日期   | 標題       | 大韓民國（全國） | 首爾（首都圈） |
| ---------- | ---------- | ---------- | ---------------- | -------------- |
| 1          | 2019/11/11 | 脫皮       | 4.166%           | 4.544%         |
| 2          | 2019/11/12 | 毒牙       | 4.104%           | 4.350%         |
| 3          | 2019/11/18 | 沼         | 3.475%           | 3.220%         |
| 4          | 2019/11/19 | 阿喀琉斯腱 | 3.912%           | 3.821%         |
| 5          | 2019/11/25 | 影         | 3.819%           | 4.081%         |
| 6          | 2019/11/26 | 迷路       | 4.446%           | 4.720%         |
| 7          | 2019/12/02 | 犧牲羊     | 4.665%           | 4.981%         |
| 8          | 2019/12/03 | 獵         | 4.844%           | 4.994%         |
| 9          | 2019/12/09 | 冬眠       | 4.659%           | 4.661%         |
| 10         | 2019/12/10 | 6克之重    | 5.340%           | 5.458%         |
| 平均收視率 | 平均收視率 | 平均收視率 | 4.343%           | 4.483%         |

- 收視最低的集數以藍色表示，收視最高的集數以紅色表示，而空格則表示該集的收視沒有相關數據。

## 備註
1. ↑  第二季第三集16:10處顯示其漢字名為「張太俊」，Netflix字幕譯「張泰俊」。
2. ↑  第二季第五集48:44處顯示其漢字名字為「尹慧原」，Netflix字幕譯「尹惠媛」。
3. ↑  第一季第二集6:16處顯示其漢字名字為「韓道炅」。
4. ↑  第一季第九集57:10處顯示其漢字名字為「宋熙攝」。
5. ↑  第二季第三集04:27處顯示其漢字名字為「崔京鐵」。
6. ↑  第二季第三集48:17處顯示其漢字名字為「梁倧悅」。
7. ↑  第二季第五集48:42處顯示其漢字名字為「李智恩」。
8. ↑  第一季第六集18:06處顯示其漢字名字為「李昌進」。
9. ↑  第一季第五集52:29處顯示其漢字名字為「李常國」。
10. ↑  第二季第七集1:00:07處顯示其漢字名字為「姜晟爗」。
11. ↑  第二季第六集26:26處顯示其漢字名字為「鄭韓守」。

## 外部連結
- 韓國JTBC官方網站 （页面存档备份，存于）
- NAVER上《輔佐官2—改變世界的人們》的資料

| JTBC 月火劇                                          | JTBC 月火劇                                 | JTBC 月火劇 |
| ---------------------------------------------------- | ------------------------------------------- | ----------- |
|                                                      | （2019年11月11日—2019年12月10日）           |             |
| 花黨：朝鮮婚姻介紹所 （2019年9月16日—2019年11月5日） | 檢察官內傳 （2019年12月16日—2020年2月11日） |             |